# Løkenholtet Station
Løkenholtet Station (Løkenholtet stasjon eller Løkenholtet holdeplass) var en jernbanestation, der lå i Ski kommune på Indre Østfoldbanen (Østre Linje) i Norge.
Stationen åbnede som trinbræt under navnet Rådim i 1928 men skiftede navn til Løkenholtet i juli 1934. Stationen blev nedlagt 1. februar 1947. Den lå 28,29 km fra Oslo S.